# Ensenyament interdisciplinari
L'ensenyament interdisciplinari és el mètode o conjunt de mètodes que permeten la transmissió de coneixements provinents de dues o més àrees d'ensenyament. Aquest tipus d’ensenyament implica l’intercanvi de diversos coneixements, punts de vista, anàlisis, mètodes, llenguatges i conceptes per tal de connectar i d’integrar els continguts de diverses assignatures o disciplines.
L'ensenyament interdisciplinari està íntimament lligat al concepte d'interdisciplinarietat, és a dir, la combinació de dues o més disciplines acadèmiques en una mateixa activitat amb l’objectiu d’integrar-les i obtenir-ne quelcom nou. La interdisciplinarietat en l'esfera de l'educació o la pedagogia es fa servir per descriure les activitats d’aquells investigadors, professors i/o estudiants que utilitzen diversos mètodes i estratègies provinents de diversos camps de la ciència, diversos punts de vista, diverses disciplines o diverses àrees temàtiques que permeten portar a terme una tasca educativa comuna.
L'ensenyament interdisciplinari pot englobar visions d’assignatures aparentment molt diferents. Per exemple, es poden arribar a combinar les visions aportades per la cultura clàssica i la física i química per tal d’arribar a adquirir una visió global del desenvolupament del mètode científic al llarg de la història.

## Característiques principals de l'ensenyament interdisciplinari
La perspectiva interdisciplinària aplicada a l'ensenyament es caracteritza pel seu procés de síntesi de coneixements, habilitats i comprensió de diferents àrees temàtiques o àrees de coneixement. L'ensenyament interdisciplinari implica un esforç conscient a l’hora d’aplicar coneixements, valors, mètodes o principis a més d’una disciplina acadèmica de manera simultània. Les disciplines en qüestió poden estar relacionades per mitjà d’una idea central, un problema, un procés, una experiència o un tema en comú (Jacobs, 1989). Aquest tipus d’ensenyament es basa en continguts de matèries individuals i els enllaça creant connexions a nivell curricular, partint dels coneixements previs dels alumnes i mantenint-los al llarg del procés d’aprenentatge interdisciplinari.
L'estructura organitzativa de l'ensenyament interdisciplinari es coneix com a unitat temàtica, la qual parteix d’un marc teòric de referència que estableix unes metes o objectius determinats i, conseqüentment, els continguts que els estudiants han d’haver après al final de la unitat. L'estructura ha de ser coherent i ha d’estar ben contextualitzada, i els continguts han de ser clarament exposats per professors que tinguin un bon coneixement de la matèria interdisciplinària que es vol impartir mitjançant la unitat didàctica.
Segons Fogarty, Pappas, Kiefer,& Levstik, (1991, 1990, respectivament) les fases de l'ensenyament interdisciplinari solen ser dues: una primera fase que consta de la integració d’habilitats lingüístiques; i una segona fase que comporta un nivell més elevat d’integració de continguts per donar pas a l’abastament de coneixements que engloben diverses àrees del currículum educatiu.

## Mètodes d'ensenyament interdisciplinari
Existeixen una gran varietat de nivells, mètodes i perspectives sobre l'ensenyament interdisciplinari. Els mètodes més utilitzades solen ser aquells que es basen en les següents perspectives:
- Interdisciplinarietat treballada en grup (aprenentatge interdisciplinari per mitjà d'activitats de col·laboració o cooperació que impliquen el treball en grups).
- Ús de referències interdisciplinàries per donar explicacions d'una matèria en particular (aprenentatge interdisciplinari d'una matèria a través d'exemples relatius a altres assignatures).
- Integració multidisciplinària (aprenentatge interdisciplinari a partir de la integració completa de totes, o gairebé totes, les assignatures impartides al centre docent).

## Beneficis
Els mètodes d'ensenyament interdisciplinari poden derivar en els següents beneficis pedagògics:
- Augmenta la motivació dels estudiants vers l'aprenentatge.
- Augmenta la implicació dels estudiants.
- Permet als estudiants adquirir coneixements de manera significativa.
- Permet l’ús de coneixements apresos en un determinat context com a base per altres contextos. (Collins, Brown, & Newman, 1989)[10]
- Els estudiants que participen en l’aprenentatge interdisciplinari veuen el valor d’allò que estan aprenent i s'hi poden implicar d’una manera més activa. (Resnick,1989).
- Dona una visió més àmplia, global i integrada de determinades àrees de coneixement.
- Permet al professorat l’oportunitat d’innovar i explotar tant la seva creativitat com la dels alumnes.
- Promou el desenvolupament cognitiu, personal i social dels alumnes de manera integrada.
- Permet la col·laboració entre el professorat encarregat de diferents matèries, donant lloc a una tasca cooperativa que promou l’aprenentatge de manera significativa.
- El conjunt de mètodes i estratègies d’ensenyament interdisciplinari donen pas a un coneixement més complet i integrat d’una àrea temàtica.
- L'ensenyament interdisciplinari concedeix les condicions òptimes per un aprenentatge efectiu. Els estudiants aprenen més quan utilitzen les habilitats lingüístiques amb l’objectiu d’explorar i escriure sobre allò que estan aprenent a la vegada que interactuen entre els estudiants i els professors (Thaiss, 1986).[11]
- L'ensenyament interdisciplinari pot ser considerat una mesura de prevenció vers problemes en l'educació com la fragmentació i/o l’aïllament en adquirir determinades habilitats i/o coneixements.
- Enriqueix i dona més rellevància al currículum dels estudiants (Marzano, 1991; Perkins, 1991).[12]
- Els estudiants poden adquirir una visió menys rígida sobre les assignatures que s'ensenyen a l'escola gràcies a la connexió de continguts provinents de diferents disciplines. Per aquest motiu, els estudiants obtenen una perspectiva que els permet identificar els coneixements adquirits i relacionar-los; reconeixent una relació d’interdependència i connexió entre diverses àrees d’estudi i evitant identificar el coneixement amb simples àrees d’estudi o matèries aïllades.[8]
- Les unitats temàtiques solen ser flexibles a l’hora de dur a terme activitats que promouen les habilitats de col·laboració i cooperació dels estudiants, com la recerca o els projectes en grup.
- L’ús de tècniques interdisciplinàries ajuda al desenvolupament del pensament crític.

## Desavantatges
L'ensenyament interdisciplinari i la integració de continguts també poden comportar alguns desavantatges. Entre ells, els més puntualitzats són:
- La confusió que els continguts integrats poden arribar a generar als estudiants.
- La gran quantitat de temps que implica la creació de materials interdisciplinaris.
- Els problemes que pot trobar el professorat de diferents disciplines a l’hora de compartir responsabilitats.